# Todd McFarlane's Spawn: The Video Game
Todd McFarlane's Spawn: The Video Game es un videojuego basado en el personaje del cómic Spawn. Fue lanzado en los Estados Unidos y Europa para la consola Super Nintendo Entertainment System. Desarrollado por Ukiyotei y publicado por Acclaim Entertainment y Sony Electronic Publishing a finales de 1995. El juego presenta a Al Simmons, Spawn, tratando de salvar la vida de trece niños en un videojuego de tipo "beat 'em up". El juego recibió críticas mixtas por parte de los críticos; los gráficos fueron elogiados mientras que la falta de originalidad del juego fue criticada.
Cuando se lanzó el videojuego, el personaje de Image Comics Spawn era muy popular en Estados Unidos, y este es el primer videojuego basado en los cómics de Spawn.

## Desarrollo
Todd McFarlane's Spawn: The Video Game está basado en el personaje de cómic Spawn de Image Comics. Ukiyotei desarrolló el juego en nombre de Sony, que lo publicó en Estados Unidos y Europa. Mike Giam elaboró la historia y el concepto del juego. Junto con Kenshi Narushe, la pareja diseñó los elementos centrales del juego. Las cinemáticas estilo cómic fueron diseñadas por C. Bradford Gorby y se mostraron entre los niveles para hacer avanzar la historia. La música del juego fue compuesta por Harumi Fujita.

## Historia
El protagonista del juego es Al Simmons, un ser no-muerto. Simmons solía trabajar como agente secreto para el gobierno de EE.UU., pero fue traicionado y asesinado por uno de los suyos. Anhelando a su esposa, se hizo un trato con el Señor de las Tinieblas llamado Malebolgia para hacer que Simmons volviera de la muerte y se convirtiera así en el Spawn de Malebolgia. En el trato, Simmons obtendría acceso a poderes infinitos. Desafortunadamente, los poderes, aunque infinitos en vigor, eran limitados en su suministro. Si los poderes de Spawn se usan en toda su extensión, su alma pertenecerá a Malebolgia y hará lo que Malebolgia le pida para siempre.
En la actualidad, un cruzado renegado llamado The Mad One ha secuestrado a trece niños inocentes, incluyendo a la hijastra de Simmon, y ha encerrado sus almas en un orbe mágico llamado Orb of Purity. El objetivo a largo plazo de The Mad One es hacer uso del Orb of Purity para destruir a Malebolgia de una vez por todas, y ya ha entrado en la zona donde reside Malebolgia. Al Simmons debe ahora detener a The Mad One para salvar a su hijastra, a los otros niños y a sí mismo.

## Jugabilidad
Todd McFarlane's Spawn: The Video Game es un videojuego de desplazamiento lateral de estilo de acción de beat 'em up con algunos elementos de plataforma. El jugador controla al personaje principal, llamado Al Simmons, que puede caminar, correr, agacharse y saltar a lo largo de los diecisiete niveles del juego. En el combate, Simmons puede dar puñetazos y patadas para atacar a los enemigos. Además de los ataques cuerpo a cuerpo disponibles, el personaje principal tiene acceso a un arsenal de poderes especiales que requiere la introducción de una combinación de botones especiales en el mando. El uso de un poder especial agotará su medidor de fuerza vital, y los diferentes poderes especiales utilizan diferentes cantidades de energía Varios de los poderes especiales de Simmons dispararán proyectiles, pero el personaje principal también puede teletransportarse, así como utilizar un poder especial que rellena completamente su medidor de fuerza vital. Además, la salud del personaje principal se puede reponer recogiendo un objeto especial que deja caer uno de los jefes de fin de nivel cuando es derrotado. El juego termina cuando el medidor de vida se agota por completo, o cuando el temporizador del juego se agota.
Un sistema de continuidad ilimitada permite al jugador seguir jugando el mismo nivel incluso si se pierden todas las vidas. Además, una función de contraseña permite al jugador dejar de jugar un nivel y continuar más tarde. Sin embargo, la cantidad de vida que queda en el medidor de fuerza de vida no se repondrá con el uso de una contraseña.

## Recepción
Todd McFarlane's Spawn: The Video Game recibió críticas mixtas. Los gráficos, las animaciones y la música fueron elogiados por los críticos. Sin embargo, un crítico de la revista alemana de videojuegos señaló que los gráficos y los sonidos eran buenos para un sistema de 16 bits, pero de una calidad relativamente baja en comparación con los gráficos mostrados en las consolas de 32 bits. Varios críticos opinaron que la jugabilidad no era ni innovadora ni suficientemente variable. Además, algunos críticos consideraron que las jugadas especiales eran demasiado difíciles de realizar. Por otro lado, los movimientos especiales disponibles se consideraron como uno de los aspectos más destacados del juego. Además, a los críticos de GamePro y de la revista francesa de videojuegos Super Power les gustó que el juego fuera fiel a los cómics. Otros, sin embargo, encontraron el juego insatisfactorio incluso en este aspecto; Andrew Baran, de Electronic Gaming Monthly, dijo que "no tiene realmente la sensación del cómic", y todos menos uno del equipo de revisión de cuatro personas de la revista juzgaron el juego como mediocre, citando una buena variedad de movimientos especiales pero un movimiento lento de los personajes y un número excesivo de golpes baratos, especialmente cuando se lucha contra Anti-Spawn. Un crítico de Next Generation fue aún más condenatorio: "Sufriendo de problemas con casi todo, una falta de velocidad, un pobre control del juego y unos gráficos pésimos, este intento completamente genérico de un videojuego es menos agradable que una erupción cutánea" Aun así, la mayoría de los críticos recomendaron el juego a los fanes de la serie de cómics.